# Pulse (filme)
Pulse é um filme de terror produzido nos Estados Unidos e lançado em 2006. Trata-se de uma refilmagem do filme japonês Kairo, lançado em 2001.